# Bas Maribahoux
Bas Maribahoux es la única sección de comuna de la comuna haitiana de Ferrier.

## Demografía
| Gráfica de evolución demográfica de Bas Maribahoux entre 2009 y 2015 |
|                                                                      |

Los datos demográficos contemplados en este gráfico de la sección de comuna de Bas Maribahoux son estimaciones que se han cogido para los años 2009, 2012 y 2015 de la página del Instituto Haitiano de Estadística e Informática (IHSI). 